# Prescott-Observatorium
Das Prescott-Observatorium ist eine auf einem Höhenzug südlich von Prescott, Arizona, am Rande des Prescott National Forest gelegene private Sternwarte, die bis Ende 2009 vom italo-amerikanischen Astronomen Paul G. Comba betrieben wurde. Der neue Besitzer, Matt Francis, beabsichtigt die Sternwarte auszubauen und sie den Schulen der Umgebung als Bildungsstätte zugänglich zu machen.
Das Observatorium ist unter dem IAU-Code 684 registriert.